# Тарнов (Небраска)
Тарнов (англ. Tarnov) — селище (англ. village) в США, в окрузі Платт штату Небраска. Населення — 52 особи (2020).

## Географія
Тарнов розташований за координатами 41°36′53″ пн. ш. 97°30′9″ зх. д. / 41.61472° пн. ш. 97.50250° зх. д. (41.614799, -97.502478).  За даними Бюро перепису населення США в 2010 році селище мало площу 0,08 км², уся площа — суходіл.

## Демографія
Згідно з переписом 2010 року, у селищі мешкало 46 осіб у 21 домогосподарстві у складі 12 родин. Густота населення становила 559 осіб/км².  Було 26 помешкань (316/км²).
Расовий склад населення:
| - 100,0 % — білих |

До двох чи більше рас належало 0,0 %. Частка іспаномовних становила 0,0 % від усіх жителів.
За віковим діапазоном населення розподілялося таким чином: 23,9 % — особи молодші 18 років, 65,2 % — особи у віці 18—64 років, 10,9 % — особи у віці 65 років та старші. Медіана віку мешканця становила 42,3 року. На 100 осіб жіночої статі у селищі припадало 119,0 чоловіків;  на 100 жінок у віці від 18 років та старших — 133,3 чоловіків також старших 18 років.
Середній дохід на одне домашнє господарство  становив 47 355 доларів США (медіана — 44 000), а середній дохід на одну сім'ю — 39 133 долари (медіана — 44 500). Медіана доходів становила 40 179 доларів для чоловіків та 20 417 доларів для жінок. За межею бідності перебувало 14,9 % осіб, у тому числі 13,0 % дітей у віці до 18 років та 33,3 % осіб у віці 65 років та старших.
Цивільне працевлаштоване населення становило 34 особи. Основні галузі зайнятості: виробництво — 41,2 %, освіта, охорона здоров'я та соціальна допомога — 14,7 %, публічна адміністрація — 8,8 %, оптова торгівля — 5,9 %.